# Glacier Chasles
Le glacier Chasles est un glacier secondaire des îles Kerguelen dans les Terres australes et antarctiques françaises. Il est situé  au nord de la péninsule Rallier du Baty sur la Grande Terre.

## Toponymie
Le nom du glacier a été donné en 1961-1962 par le glaciologue Albert Bauer en hommage au mathématicien français Michel Chasles (1793-1880).

## Géographie
Le glacier Chasles est séparé par une crête, à l'est, du petit glacier Lamé. Long d'environ 1,7 km, exposé au nord et s'épanchant dans la même direction depuis le pic Joliot-Curie (1 005 m), il alimente la rivière Chasles qui, après avoir traversé le lac Mire-Moch', se jette dans le fjord des Portes Noires débouchant dans la baie de la Table.